# Emilia Krakowska

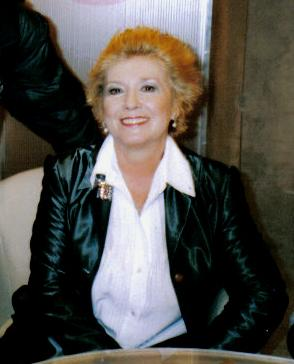
Emilia Krakowska (2006)

Emilia Krakowska (* 20. Februar 1940 in Posen) ist eine polnische Schauspielerin.

## Leben
Emilia Krakowska studierte Anfang der 1960er-Jahre an der staatlichen Schauspielschule PWST in Warschau Schauspiel und schloss das Studium 1963 ab. Ihr erstes Engagement erhielt sie 1964 am Teatr Powszechny in Warschau. Adam Hanuszkiewicz holte sie 1968 ans Teatr Narodowy, wo sie bis 1978 blieb. Anschließend gehörte sie zum Ensemble des Teatr Współczesny und von 1985 bis 1991 zum Ensemble des Teatr Rozmaitości. Ihr Filmdebüt gab sie 1964.
Seit Ende der 1990er-Jahre spielt sie in mehreren polnischen Fernsehserien.

## Filmografie (Auswahl)
- 1970: Das Birkenwäldchen (Brzezina) – Regie: Andrzej Wajda
- 1972: Die Bauern (Chłopi) – Regie: Jan Rybkowski
- 1973: Copernicus (Kopernik)
- 1973: Die Hochzeit (Wesele) – Regie: Andrzej Wajda
- 1974: Jak to się robi – Regie: Andrzej Kondratiuk
- 1975: Das gelobte Land (Ziemia obiecana) – Regie: Andrzej Wajda
- 1975: In jenen Frühlingstagen (W te dni przedwiosenne) – Regie: Andrzej Konic
- 1976: Hasardeure (Hazardziści) – Regie: Mieczysław Waśkowski
- 1977: Ein Wolf für meinen Leutnant (Najlepsze w świecie) – Regie: Stanisław Jedryka
- 1977: Eine Woche lang (Okrągły tydzień) – Regie: Tadeusz Kijanski
- 1978: Ohne Betäubung (Bez znieczulenia) – Regie: Andrzej Wajda
- 1979: Das gefrorene Herz – Regie: Xavier Koller
- 1980: Weichselkirschen (Wiśnie) – Regie: Michael Günther
- 1982: Amnestie (Amnestia) – Regie: Stanisław Jędryka
- 1983: Sonntagsspielereien (Niedzielne igraszki)
- 1984: Blutiger Schnee (Wedle wyroków twoich...) – Regie: Jerzy Hoffman
- 2002: E=mc² – Regie: Olaf Lubaszenko